# Артик (станция)
Артик — железнодорожная станция Южно-Кавказской железной дороги. Расположена в Ширакской области. Открыта в 1929 году и названа по одноимённому городу.

## История
Станция открыта в 1929 году, электрифицирована в 1972 году. В 1929—1974 годах была конечной станции ветки Гюмри — Маралик.
Изначально станция обслуживала местные промышленные предприятия, а также близлежащие месторождения туфа и пемзы (от которого получила своё название соседняя с Артиком станция Пемзашен). Также станция обслуживала воинские части, базировавшиеся в Артике.
В 1988 году являлась конечным пунктом для одной из двух пар электропоездов ЭР2, курсировавших по линии Гюмри — Пемзашен
После распада СССР грузовые перевозки почти полностью прекратились. До 2005 года обслуживалась воинская часть вооружённых сил РФ. После её вывода из Армении единственным видом деятельности остались пассажирские перевозки.

## Современность

### Расписание
- С 1 февраля 2011 года

| № поезда  | Маршрут          | Перодичность курсирования | Отправление с начальной станции | Остановка в Артике | Прибытие/отправление на/с конечную станцию | Остановка в Артике | Прибытие на начальную станцию |
| --------- | ---------------- | ------------------------- | ------------------------------- | ------------------ | ------------------------------------------ | ------------------ | ----------------------------- |
| 6515/6514 | Гюмри — Пемзашен | Ежедневно                 | 16:00                           | 16:50/16:52        | 17:07/8:20                                 | 8:35/8:37          | 9:27                          |